# Patty Sheehan
Patty Sheehan  (Middlebury, 1956. október 27. –) amerikai profi golfozó, a női golftörténelem egyik legkiemelkedőbb alakja. 1980-ban lett tagja a női golfszövetségnek (LPGA Tour). 35 LPGA rendezte versenyt nyert. Később a World Golf Hall of Fame tagjai közé választották.
Sheehan alapította a  Patty Sheehan & Friends-t, ami a Legends Tour tornáját rendezte meg. Patty Sheehan & Friends egy jótékonysági szervezetet is létrehozott Észak-Nevadában, leginkább a nők és a gyermekek segítésére.

## Amatőr karrier
Sheehan Middlebury-ban, Vermont-ban született. 13 évesen az USA egyik legjobb junior síelője volt. A síelésben nyert három Nevada középiskolás bajnokságot (1972-74), három Nevada amatőr versenyt (1975-78), valamint két Kaliforniai amatőr tornát (1977-78). Később tetszett meg neki a golf, amit amatőr szinten kezdett el játszani. Ő volt a második helyezett, az 1979-es U.S. Women's Ameteur tornán. Ennek hatására 1980-ban csatlakozott az Amerika Curtis Kupa csapathoz. Ebben az évben megnyerte a Broderick-Díjat. Közben a nevadai egyetemen tanult , a  San Jose State University-n. Itt beválasztották a Collegiate Golf Fame és a National High Scool Hall of Fame tagjai közé. 

## Szakmai karrier
1980-ban csatlakozott az LPGA Tour-hoz, amivel megkezdődött szakmai karrierje. Ő nyerte meg a női golfszövetség év újonca kitüntetést, 1981-ben. Az első profi győzelme a Mazda Japan Classic volt. Fáradhatatlanságát mutatta, hogy 1983 és 1984-ben is megnyerte a bajnoki címet.1983-ban az év játékosa lett, majd 1987-ben a Sport Illustrated is az év legjobb golfjátékosának választotta. 1990-ben érte a legnagyobb veszteség, amikor a harmadik fordulóban vesztett, az U.S. Women's Openen Betsy King ellen. 
Sheehan a 90-es években egymás után öt tornát nyert. 1992-ben sikerült megnyernie az U.S. Women's Open-t  majd 1994-ben, a Mazda LPGA bajnokságot 1995-ben, végül a Nabisco Dinah Shore-t (a már ismert Kraft Nabisco Bajnokságot), 1996-ban. Ez volt a végső női golfszövetség győzelme.1993-ban már 30 bajnokság díjának bezsebelésénél tartott. 1982 és 93 között mindig helyet kapott a top 10-ben. Amikor megnyerte a Women's British Open-t 1992-ben, ő lett az első golfozó, aki ugyanabban az évben megnyert minden tornát és begyűjtötte az összes címet. 
Sheehan játszott az U.S. Solheim Cup csapatában ötször, (1990, 1992, 1994, 1996, 2002) majd kapitánya volt a csapatnak 2002 és 2003 között. 
Ugyan már visszavonult, de a mai napig szerepel rendezvényeken és aktív tagja a legendás csapat kisebb versenyeinek.

## Magánélete
Sheehan lett az első profi golfozónő, aki nyíltan vállalta fel másságát. Feleségével, Rebecca Gaston-nal két örökbe fogadott gyermeket neveltek fel. 

## Szakmai nyereségek

### Női golf szövetség Tour-győzelmei (35)
| Legenda                                        |
| Női golf szövetség Túra jelentős bajnokság (6) |
| Egyéb női golf szövetség Tour (29)             |

| No. | Date         | Tournament                          | Winning score         | Margin of victory | Runner(s)-up                                         |
| --- | ------------ | ----------------------------------- | --------------------- | ----------------- | ---------------------------------------------------- |
| 1   | Nov 8, 1981  | Mazda Japan Classic                 | −9 (73-69-71=213)     | 4 strokes         | Beth Daniel                                          |
| 2   | Apr 25, 1982 | Orlando Lady Classic                | −7 (70-69-70=209)     | Playoff           | Kathy Postlewait                                     |
| 3   | Sep 26, 1982 | Safeco Classic                      | −12 (68-69-69-70=276) | 1 stroke          | JoAnne Carner                                        |
| 4   | Oct 3, 1982  | Inamori Classic                     | −12 (68-70-69-69=276) | 4 strokes         | Joyce Kazmierski                                     |
| 5   | May 29, 1983 | Corning Classic                     | −16 (70-70-69-63=272) | 8 strokes         | Cindy Hill                                           |
| 6   | Jun 12, 1983 | LPGA Championship                   | −9 (68-71-74-66=279)) | 2 strokes         | Sandra Haynie                                        |
| 7   | Aug 14, 1983 | Henredon Classic                    | −16 (65-70-71-66=272) | 4 strokes         | JoAnne Carner                                        |
| 8   | Sep 26, 1983 | Inamori Classic                     | −7 (68-70-71=209)     | 2 strokes         | Juli Inkster                                         |
| 9   | Feb 5, 1984  | Elizabeth Arden Classic             | −8 (71-68-69-72=280)  | 2 strokes         | Sherri Turner                                        |
| 10  | Jun 3, 1984  | LPGA Championship                   | −16 (71-70-63-68=272) | 10 strokes        | Pat Bradley Beth Daniel                              |
| 11  | Jun 10, 1984 | McDonald's Kids Classic             | −7 (65-72-74-70=281)  | 2 strokes         | Amy Alcott                                           |
| 12  | Aug 12, 1984 | Henredon Classic                    | −11 (67-70-72-68=277) | 1 stroke          | JoAnne Carner Dot Germain                            |
| 13  | Feb 10, 1985 | Sarasota Classic                    | −10 (69-71-72-66=278) | 1 stroke          | Nancy Lopez                                          |
| 14  | Apr 21, 1985 | J&B Scotch Pro-Am                   | −13 (67-65-71-72=275) | 2 strokes         | Alice Miller                                         |
| 15  | Feb 9, 1986  | Sarasota Classic                    | −9 (68-69-71-71=279)  | 3 strokes         | Pat Bradley Juli Inkster                             |
| 16  | Feb 26, 1986 | Kyocera Inamori Classic             | −10 (69-71-68-70=278) | 1 stroke          | Pat Bradley                                          |
| 17  | Apr 23, 1986 | Konica San Jose Classic             | −4 (71-70-71=212)     | Playoff           | Amy Alcott Betsy King Ayako Okamoto                  |
| 18  | Feb 14, 1988 | Sarasota Classic                    | −6 (71-72-72-67=282)  | 3 strokes         | JoAnne Carner                                        |
| 19  | Nov 2, 1988  | Mazda Japan Classic                 | −10 (72-67-67=206)    | Playoff           | Liselotte Neumann                                    |
| 20  | Jun 4, 1989  | Rochester International             | −10 (68-73-66-71=278) | Playoff           | Ayako Okamoto                                        |
| 21  | Jan 21, 1990 | The Jamaica Classic                 | −1 (69-68-75=212)     | 3 strokes         | Pat Bradley Lynn Connelly Jane Geddes                |
| 22  | Jun 10, 1990 | McDonald's Championship             | −9 (70-67-68-70=275)  | 1 stroke          | Pat Bradley Elaine Crosby                            |
| 23  | Jun 24, 1990 | Rochester International             | −17 (72-64-68-67=271) | 4 strokes         | Amy Alcott                                           |
| 24  | Sep 9, 1990  | Ping-Cellular One Golf Championship | −8 (70-71-67=208)     | 1 stroke          | Danielle Ammaccapane                                 |
| 25  | Sep 16, 1990 | Safeco Classic                      | −18 (69-65-66-70=270) | 9 strokes         | Deb Richard                                          |
| 26  | Feb 23, 1991 | Orix Hawaiian Ladies Open           | −9 (68-69-70=207)     | 3 strokes         | Pat Bradley                                          |
| 27  | Jun 28, 1992 | Rochester International             | −19 (70-65-63-71=269) | 9 strokes         | Nancy Lopez                                          |
| 28  | Jul 5, 1992  | Jamie Farr Toledo Classic           | −4 (70-73-66=209)     | 1 stroke          | Brandie Burton Heather Drew Tammie Green Deb Richard |
| 29  | Jul 26, 1992 | U.S. Women's Open                   | −4 (69-72-70-69=280)  | Playoff           | Juli Inkster                                         |
| 30  | Mar 21, 1993 | Standard Register PING              | −17 (70-70-65-70=275) | 5 strokes         | Dawn Coe-Jones Kris Tschetter                        |
| 31  | Jun 13, 1993 | Mazda LPGA Championship             | −9 (70-72-69-68=279)  | 1 stroke          | Lauri Merten                                         |
| 32  | Jul 21, 1994 | U.S. Women's Open                   | −7 (66-71-69-71=277)  | 1 stroke          | Tammie Green                                         |
| 33  | Jun 18, 1995 | Rochester International             | −10 (73-66-69-70=278) | 4 strokes         | Sherri Steinhauer                                    |
| 34  | Sep 17, 1995 | Safeco Classic                      | −14 (68-65-70-71=274) | 2 strokes         | Emilee Klein                                         |
| 35  | Mar 31, 1996 | Nabisco Dinah Shore                 | −7 (71-72-67-71=281)  | 1 stroke          | Meg Mallon Kelly Robbins Annika Sörenstam            |

### Más nyereségek
- 1992 Daikin Orchidea Hölgyek (LPGA Japan Tour), a Nők British Open (Ladies European Tour)
- 1994 JCPenny/LPGA Skins Game

### Legendás nyereségek (3)
- 2002 Copps Lakes Classic
- 2005 BJ Jótékonysági Bajnokság
- 2006-ban a World Ladies Senior Open

## Bajnokságok

### Nyereség (6)
| Year | Championship            | Winning score         | Margin     | Runner(s)-up                                |
| ---- | ----------------------- | --------------------- | ---------- | ------------------------------------------- |
| 1983 | LPGA Championship       | −9 (68-71-74-66=279)  | 2 strokes  | Sandra Haynie                               |
| 1984 | LPGA Championship       | −16 (71-70-63-68=272) | 10 strokes | Pat Bradley, Beth Daniel                    |
| 1992 | U.S. Women's Open       | −4 (69-72-70-69=280)  | Playoff1   | Juli Inkster                                |
| 1993 | Mazda LPGA Championship | −9 (70-72-69-68=279)  | 1 stroke   | Lauri Merten                                |
| 1994 | U.S. Women's Open       | −7 (66-71-69-71=277)  | 1 stroke   | Tammie Green                                |
| 1996 | Nabisco Dinah Shore     | −7 (71-72-67-71=281)  | 1 stroke   | Meg Mallon, Kelly Robbins, Annika Sörenstam |

## Csapatok
Amatőr
- Curtis Kupa (Egyesült Államok): 1980 (győztesek)

Szakmai
- Solheim Kupa (Egyesült Államok): 1990 (győztesek), 1992, 1994 (győztesek), 1996 (győztesek)
- Handa Kupa (Egyesült Államok): 2006 (győztesek), 2007 (győztesek), 2008 (győztesek), 2009 (győztesek), 2010 (győztesek), 2011 (győztesek), 2012 (döntetlen)

## Fordítás
- Ez a szócikk részben vagy egészben  a   Patty Sheehan című angol Wikipédia-szócikk ezen változatának fordításán alapul.  Az eredeti cikk szerkesztőit annak laptörténete sorolja fel. Ez a jelzés csupán a megfogalmazás eredetét és a szerzői jogokat jelzi, nem szolgál a cikkben szereplő információk forrásmegjelöléseként.